# Sithathoriunet
Sithathoriunet (S3t Ḥwt Ḥr Jwnt, "filla d'Hathor de Dendera") va ser una princesa egípcia de la XII Dinastia. És especialment coneguda pel tresor de joies trobat a la seva tomba a El-Lahun. Possiblement era filla del rei Senusret II, ja que el seu lloc d’enterrament era al costat de la seva piràmide. Si fos així, això la convertiria en un dels cinc fills coneguts de Senusret II; els altres fills van ser Senusret III, Senusretseneb, Itakait i Nofret.
| O10 | G39 · X1 | O28 | W24 · X1 |

| O10 | G39 · X1 | O28 | W24 · X1 |

Sithathoriunet va ser enterrada al complex piramidal de Lahun. Segurament va morir mentre Amenemhet III encara era faraó, ja que es van trobar objectes amb el seu nom a la seva tomba. El seu nom i els seus títols van sobreviure en els vasos canopis i en un vas d'alabastre trobats a la seva tomba.

La tomba va ser excavada el 1914 per Flinders Petrie i Guy Brunton. Havia estat saquejada a l'antiguitat, però un nínxol al lloc d'enterrament va escapar de l'atenció dels saquejadors. En aquest nínxol s'hi van trobar restes de diverses caixes plenes de joies i objectes cosmètics, com ara navalles, un mirall i gerros. Les joies que s’hi van trobar (braçalets, cadenes, una corona d'or, dos pectorals...) es consideren uns dels exemples de joies de més qualitat dels s’han trobat mai a les tombes de l’antic Egipte. També s'hi van trobar dos cofres, un amb el nom de Senusret II, l’altre amb el nom d’Amenemhet III. També hi havia una corona i diverses polseres inscrites amb el nom d’Amenemhet III. La majoria dels objectes estan fets d’or amb incrustacions de pedres precioses (cloisonné). Avui la majoria de les troballes es troben al Museu Metropolità de Nova York, tot i que la corona no es va moure d'Egipte i avui es pot contemplar al Museu Egipci del Caire.

Joies de la tomba de Sithathoriunet.
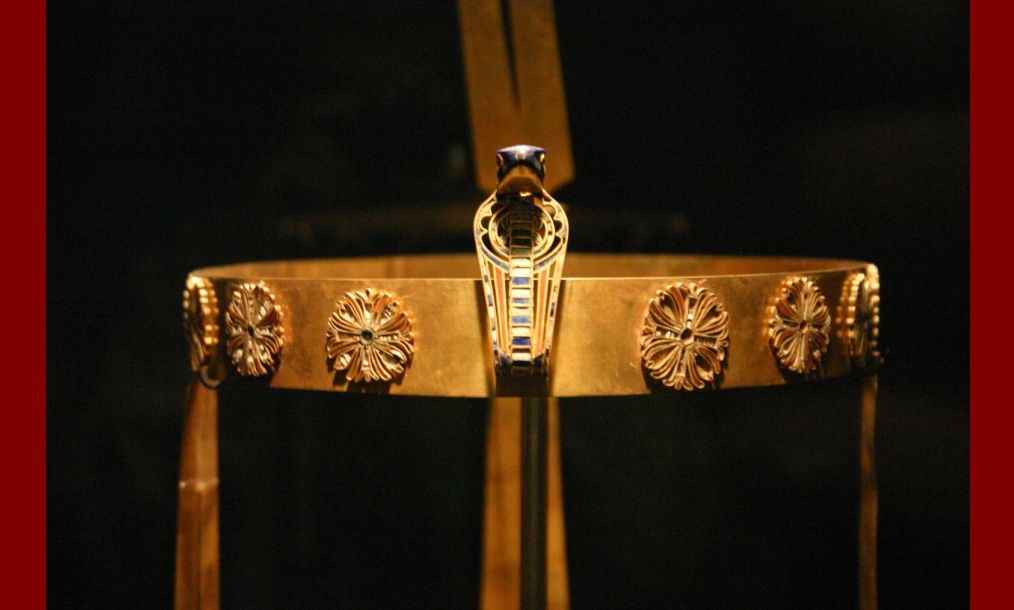
Corona d'or.
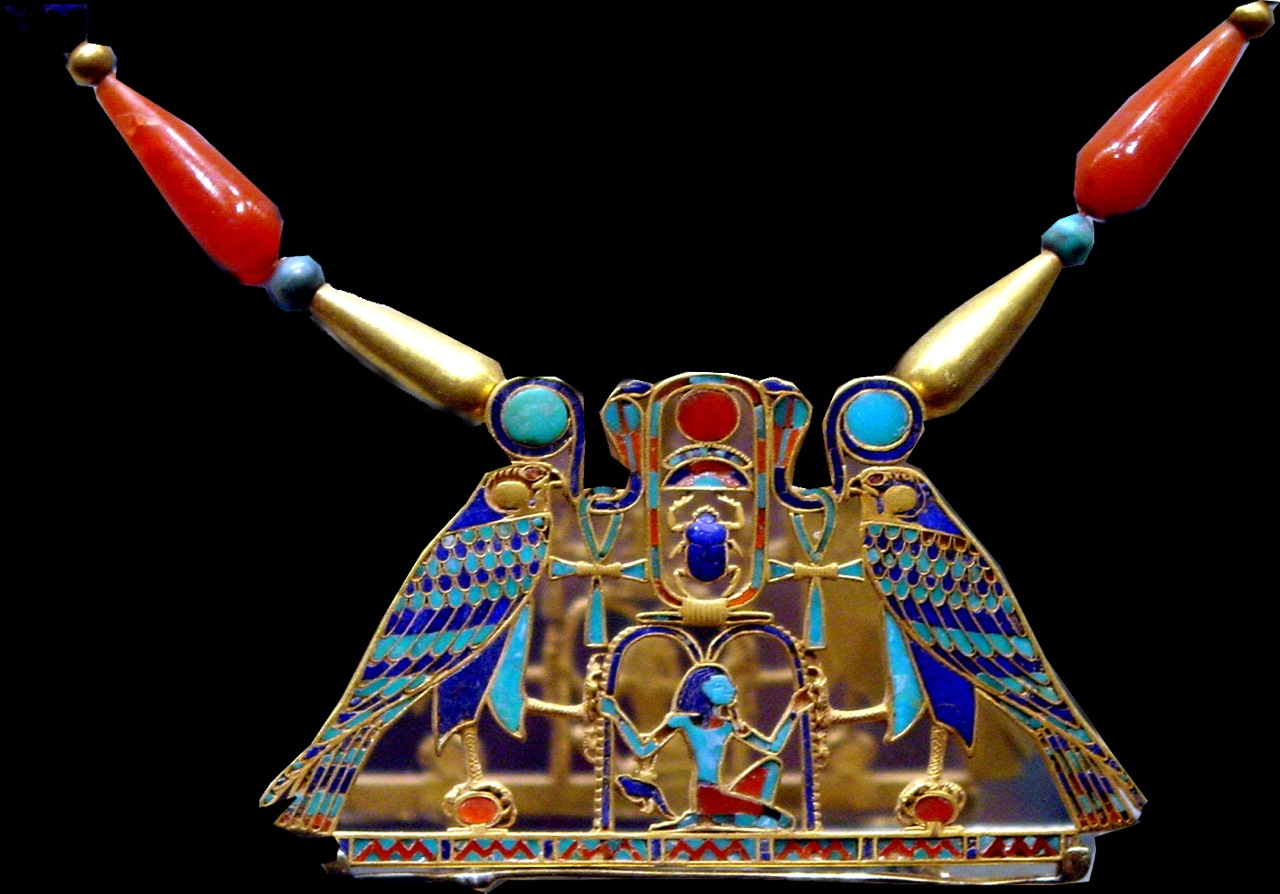
Pectoral.
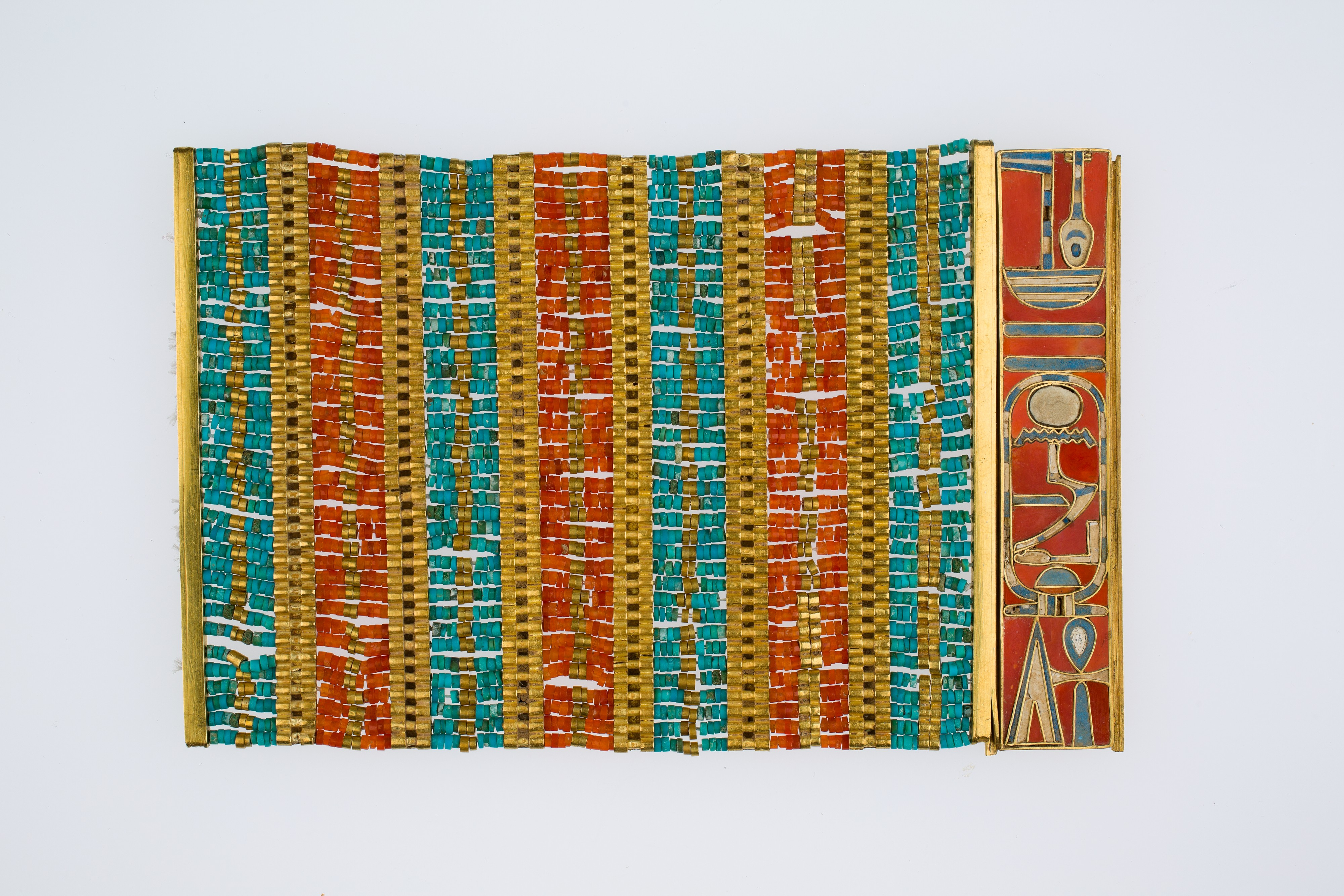
Posera ampla.
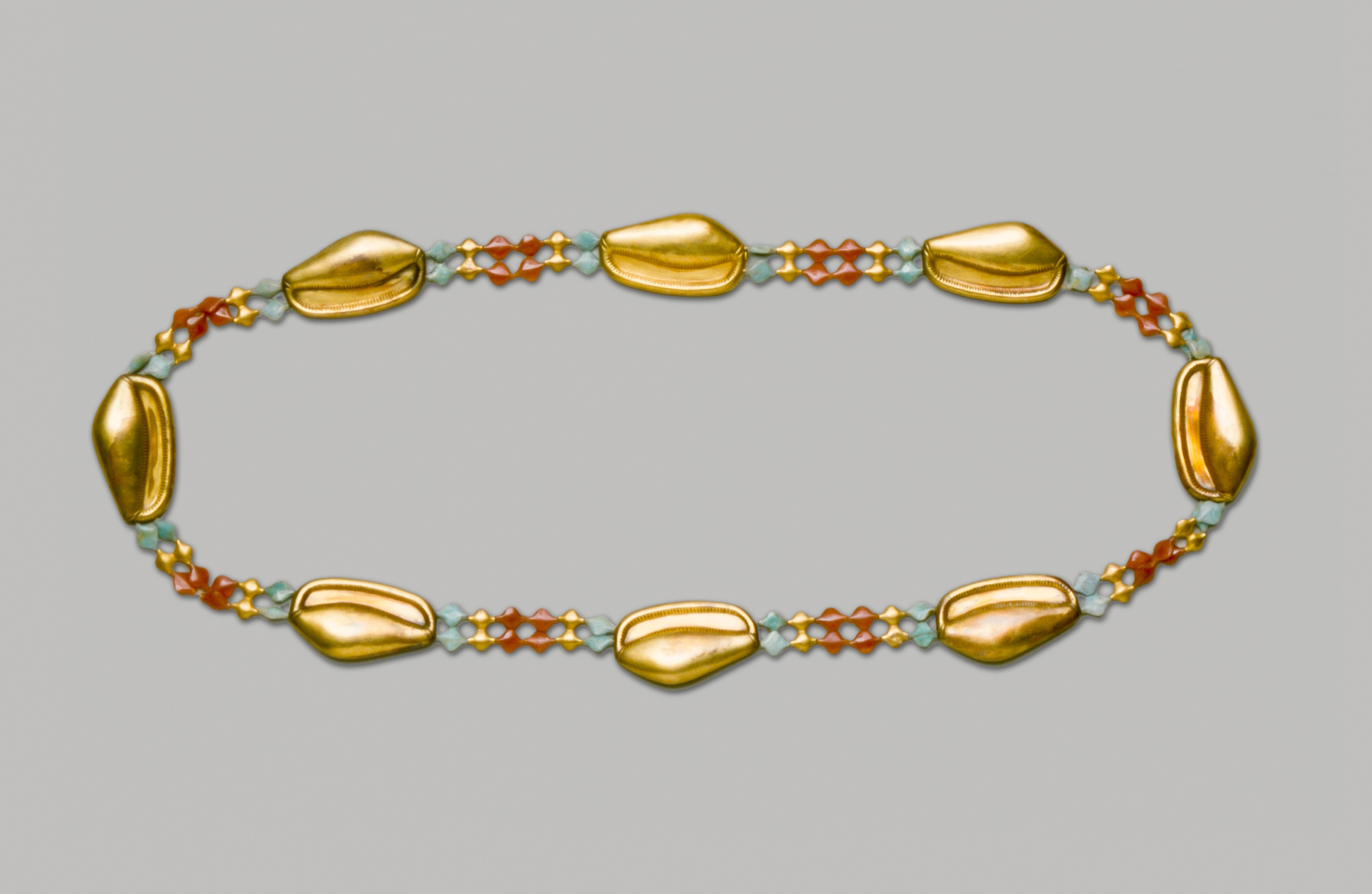
Cenyidor fet de cauris i or.
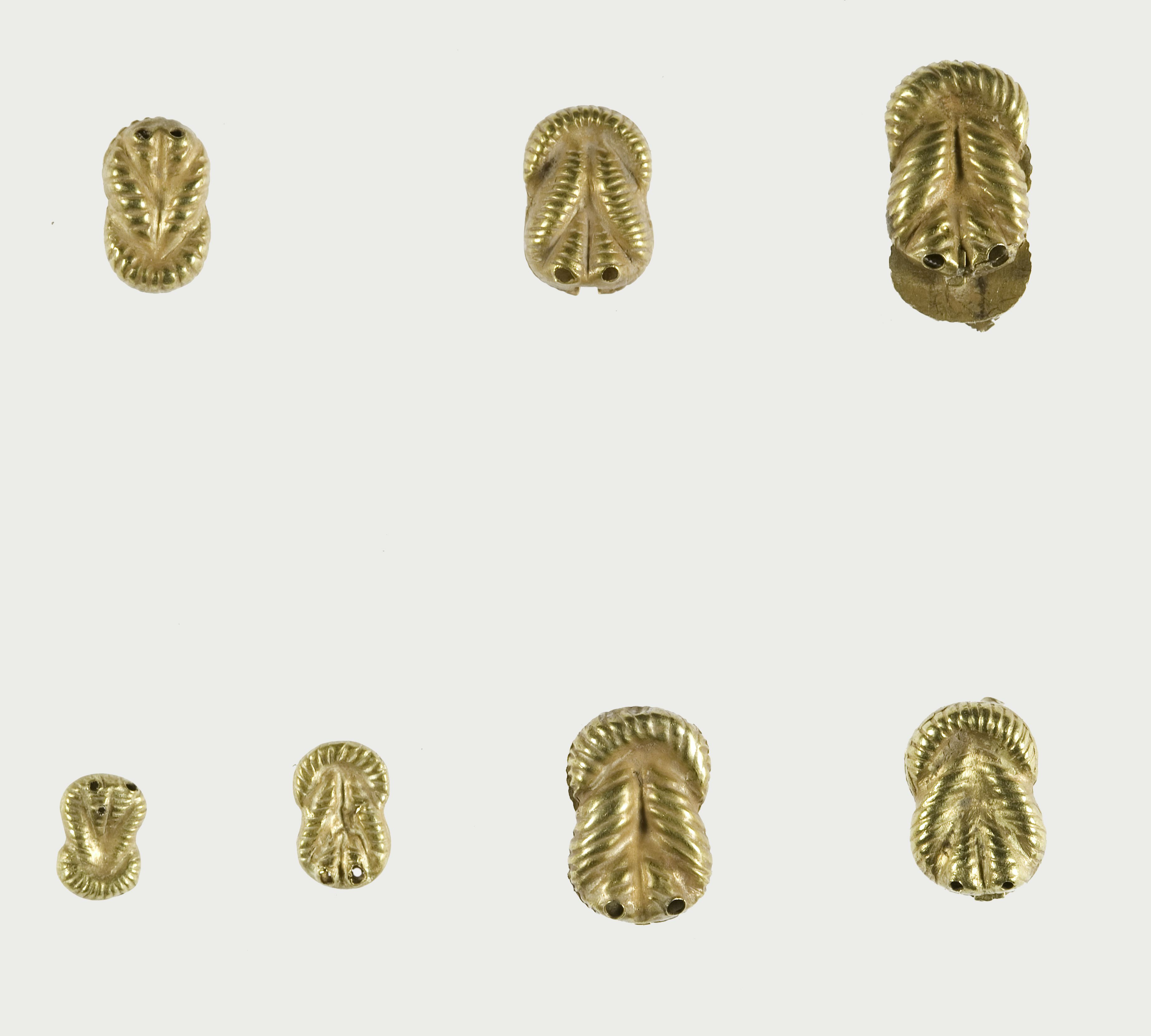
Fermalls d'or.
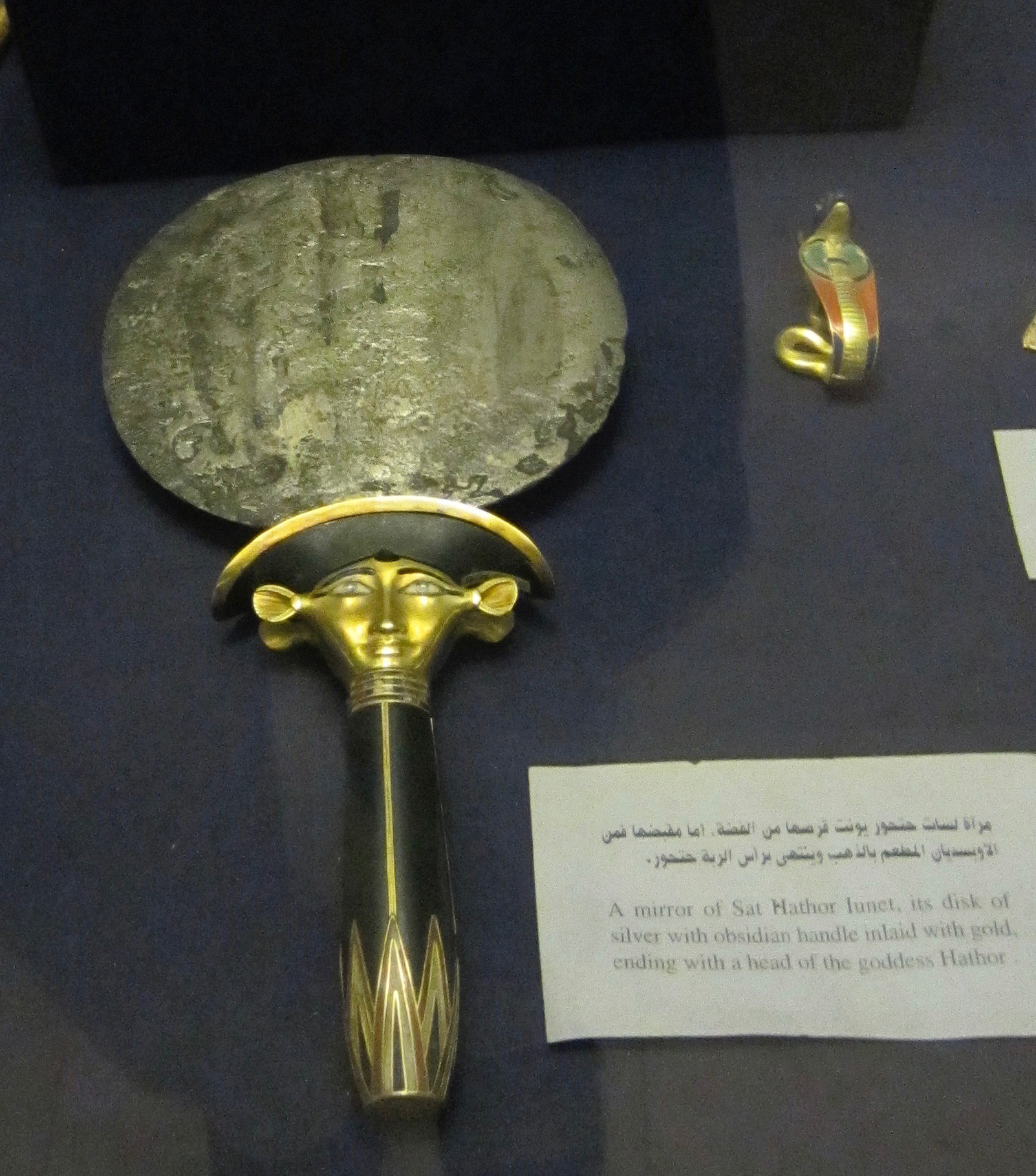
Mirall fet d'or, plata i obsidiana.